# Kuvera communis
Kuvera communis är en insektsart som beskrevs av Tsaur 1991. Kuvera communis ingår i släktet Kuvera och familjen kilstritar. Inga underarter finns listade i Catalogue of Life.